# ガウス引力定数
ガウス引力定数（ガウスいんりょくていすう、Gaussian gravitational constant, Gaussian constant）とは、かつては天文単位など天文定数の基礎となってきた定義定数であり、歴史的には国際単位系のような通常使われる単位系ではなく太陽質量など地球の運動における定数値を単位系として万有引力定数の平方根を精度よく表現したものであった。 カール・フリードリヒ・ガウスによって最初に導入された。ガウス引力定数は、国際天文学連合 (IAU)の定める天文定数の一つであったが、2012年8月のIAU総会において、天文定数表から除外されることが決議された。

## 概要
重力の相互作用は非常に弱い力であるために、地上の実験に基づいて精度よく計測することが困難であり、現在でも我々の万有引力定数 G の値に関する知識は4桁ほどに留まる。 これに伴って、太陽などの太陽系の天体の質量を標準的な kg その他の単位で表すことも精度よく行えない。 一方、太陽系の天体の運動はほとんどが重力、それも太陽による重力によるものであり、それによる運動は精度よく記述できる。 このことからガウスは、太陽系における地球の運動に関する値からなる単位系を用いることで万有引力定数の平方根 k をガウス引力定数として精度よく表現した。 ガウスが用いたのは次の単位である。
- 長さ A: 太陽を回る地球の軌道長半径
- 時間 D: 平均太陽日、すなわち太陽に対して地球が自転をする平均的時間、通常の意味での1日
- 質量 S: 太陽質量

これらを元とし、また太陽と比較したときの地球質量を無視できるとすれば、二体問題を考えて、1年の日数 y の知識のみを用いガウス引力定数は k = 2π / y ［A3/2 S−1/2 D−1］ と簡明に求められることになる。 これにより A, D, S の値を別の単位系で問わない限り、太陽系の運動を精度よく記述できた。
このガウスの定義は現在では用いられておらず、国際天文学連合 (IAU) は1939年以来、ガウス引力定数の値
k = 0.01720209895
を定義定数として長らく採用してきた。しかし、2012年8月のIAU総会において、天文定数から除外することが決議された。これは、天文単位（au）の値を正確に149597870700 mと定義することが同じく決議されたことと関連している。
また時間は、1991年以降、太陽系座標時 (TCB, Barycentric Coordinate Time) と呼ばれる時間を基準としている。 これは相対論も含む力学理論に基づいて太陽系の運動を表す天体暦から導かれる力学的時間である。 上の A に対応していた天文単位 (au) は現在この定数と力学的時間、太陽質量を元として逆に導かれている。 前述の関係式と逆に 2π / k として求められる1年の日数はガウス年 (Gaussian year) と呼ばれ、天文単位 (au) は、このガウス年で太陽を円を描いて1周するような他の惑星の影響も受けず質量も無視しうる仮想的なテスト粒子の軌道の半径として定められる。 こうして k から決められたガウス年は、もはや実際の地球の恒星年とは関係なく、それよりわずかに短くなる。 同様に、天文単位は実際の地球の軌道長半径とは異なり、それよりもわずかに短い。